# Rejtő Sándor Pro Technológia Alapítvány a Könnyűiparért
A Rejtő Sándor Pro Technológia Alapítvány a Könnyűiparért – rövidített nevén: RSPT – alapítványt 1991. június 24-én alapította 16 könnyűipari vállalat – amelyek egy része azóta már megszűnt –, egy bank, egy ipari fejlesztő intézet és egy főiskola, a korábbi könnyűipari miniszterhelyettes, dr. Bakos Zsigmond kezdeményezésére. Az Alapítványt elsősorban a könnyűipari technológiák oktatásával foglalkozó intézményekben folyó felsőfokú szakemberképzés támogatására hozták létre. Első elnöke dr. Cseh József korábbi könnyűipari államtitkár, aki 1990 óta a Magyar Könnyűipari Szövetség főtitkára volt. Az Alapítvány kuratóriumának jelenlegi elnöke és tagjai neves textil- és ruhaipari szakemberek.

## Az Alapítvány célja
Az alapító okirat megfogalmazása szerint „az Alapítvány létrehozásával elő kívánják segíteni a könnyűipar képzett szakemberekkel történő ellátása érdekében a színvonalas oktatást és továbbképzést. Az Alapítvány anyagi támogatást kíván biztosítani a könnyűipar szellemi, szakmai színvonalának növelését elősegítő tevékenységekhez.”
Ennek érdekében az alapítók sokféle támogatandó területet jelöltek meg a felajánlott közel 10 millió Ft alaptőke felhasználására – elsősorban a felsőoktatásban tanulók részére –, az alábbi módokon:
- szakmai versenyek, tudományos diákkörök és záródolgozatok díjazása,
- a képzés eszközhátterének fejlesztése,
- korszerű textiles oktatási tananyag írása, vagy a készítés finanszírozásának támogatása,
- idegen nyelvi és szakmai tanulás támogatása külföldi gyakorlatokon részvételi lehetőség biztosításával.

## Az Alapítvány működése
Működése során az Alapítvány ösztöndíjakkal támogatta a szakterületén tanuló, pályázó hallgatók tanulmányait felsőfokú intézményekben (egyetemeken, főiskolákon), idegennyelvi képzésüket, szakmai tanulmányi versenyeket rendezett és ezeken díjakat osztott ki, segítette fiatal szakemberek munkához jutását. A rendszeres alapítványi támogatás jelentős részét évtizedeken át a hallgatói ösztöndíjak és a diplomaterv-pályázatok támogatása tette ki. A támogatásban több egyetem könnyűipari oktatást nyújtó karáról (Budapesti Műszaki Egyetem több kara, Könnyűipari Műszaki Főiskola – a későbbi Óbudai Egyetem Rejtő Sándor Könnyűipari és Környezetmérnöki Kara –, Nyugat-Magyarországi Egyetem stb.) pályázatot benyújtó hallgatók részesültek.
Bár 2016 óta az Alapítvány az eredeti célt – a hallgatók pénzügyi támogatását – sajnos nem képes finanszírozni, ezért a szakmai ismeretterjesztésre, az új technológiák, anyagok, eljárások szakirodalmi vagy konferenciákon való bemutatására helyezte a hangsúlyt. A kuratóriumi tagok személyes közreműködésükkel, anyagi eszközök felhasználása nélkül segítik a könnyűipari – elsősorban a textilipari – felsőoktatásban résztvevőket (hazai és határon túli egyetemek oktatóit, hallgatóit, kutatóit) szakmai események, kiállítások meglátogatása során, és terjesztik a szakmai kultúrát, szakmai ismereteket. Az Alapítvány honlapján (Rejtő Sándor Pro Technolóia Alapítvány)) szakmai cikkeket publikál, népszerűsíti a Magyar Textiltechnika c. szakfolyóirat cikkeit, szakmai gyárlátogatásokat szervez, a kuratóriumi tagok konferenciákon, előadásokat tartanak itthon és néhány környező országban. Az Alapítvány szoros kapcsolatot tart a Textilipari Műszaki és Tudományos Egyesülettel és célja a textiles szakmai közösség egyben tartása, a szakmai ismeretek megszerzésének motiválása, a hagyományok megőrzése, neves elődök évfordulóin emléknapok szervezése.
Az Alapítvány megalapítása óta megváltozott körülmények figyelembevételével az Alapítvány kuratóriuma által meghatározott célok és törekvések:
- a felsőoktatásban a szakmaterületen tanuló hallgatók szakmai elkötelezettségét motiválni pályázati lehetőségek kiírásával, aktuális és fontos témakörökben (pl. diplomaterv-, TDK-pályázat),
- a textil- és divatiparban dolgozó közép- és felsőfokú szakemberek részére az aktuális, korszerű szakmai ismeretekhez való hozzáférés támogatása,
- szakmai ismeretterjesztés (új technológiák, textil alapú ipari és más termékek, fejlesztések bemutatása),
- szakmai kapcsolatok erősítése, a jól működő magyarországi üzemekkel való kapcsolatfelvétel és ehhez kapcsolódóan szakmai utak, tapasztalatcserék szervezése és támogatása egyetemi hallgatók, szakemberek részére, szakmai közösségek szerveződésének támogatása, szakmai fórumok, szakmai napok, találkozók szervezése,
- hagyományok őrzése, ápolása (pl. nagy elődök eredményeinek közzététele, emléknapok szervezése),
- közreműködés a technikusi szintű szakemberképzés tananyag-koncepciójának kidolgozásában,
- az Alapítvány ismertségének növelése, további működéséhez lehetőleg anyagi támogatás megszerzése magánemberektől, vállalkozásoktól, intézményektől, adományok formájában, vagy fizetett hirdetések megjelentetésével az Alapítvány honlapján.